# Силезия (провинция)
Силезия (нем. Schlesien), Шлезия, неофициально также Прусская Силезия (нем. Preußisch-Schlesien) — прусская провинция со столицей в городе Бреслау. 
В 1919—1938 годы и в 1941—1945 годы Прусская Силезия была разделена на две части и существовала в виде двух провинций — Верхняя и Нижняя Силезия. Сегодня основная часть бывшей провинции Силезия расположена на территории современной Польши и лишь весьма небольшая её западная часть лежит в современной Германии, входя в состав федеральной земли Саксония (районы Баутцен и Гёрлиц).

## История

### Присоединение силезских земель Гогенцоллернами

Провинции Королевства Пруссия в 1806 году.

После того как бранденбургский курфюрст Фридрих III Гогенцоллерн в 1701 году провозгласил себя королём Пруссии Фридрихом I, тем самым превратив прусское герцогство в королевство, название «Пруссия» постепенно распространилось на все владения Гогенцоллернов как в границах Священной Римской империи, так и за её пределами, хотя формально оно относилось лишь к владениям прусского короля за пределами Священной Римской империи. При этом другие владения прусского короля, входящие в Священную Римскую империю, вплоть до её развала в 1806 году формально не являлись территориями Королевства Пруссия.
В 1742 году прусский король Фридрих II после Первой Силезской войны по условиям мирного договора в Бреслау присоединил бо́льшую часть Австрийской Силезии, включая Кладское графство. После третьего раздела Польши Пруссия также получила территории Севежского княжества, также относящиеся к исторической Силезии, создав на них небольшую провинцию Новая Силезия. Однако уже в 1807 году территория Новой Силезии после поражения Пруссии в войне с Наполеоном наряду с другими прусскими провинциями Южная Пруссия и Новая Восточная Пруссия перешла в состав созданного по итогам Тильзитского мира Варшавского герцогства.

### Реорганизация прусских провинций
В 1815 году по итогам Венского конгресса по окончании освободительных войн территория Пруссии была значительно увеличена. Для лучшей организации территории государства в Пруссии была проведена административная реформа, предусматривавшая полное переустройство провинциального деления и учреждение должности обер-президента в провинциях. В ходе этой реформы Прусская Силезия была расширена за счёт Верхней Лужицы.

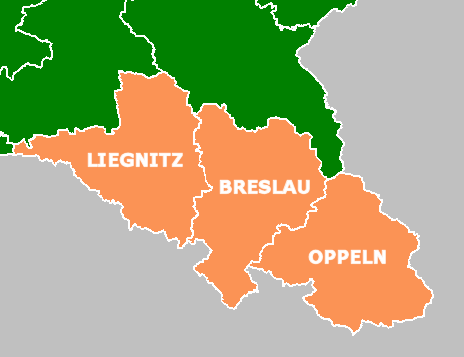
Округа Силезии в 1878 году.

В 1815 году на территории провинции Силезия были созданы четыре административных округа:
1. Административный округ Бреслау, центр — Бреслау.
2. Административный округ Лигниц, центр — Лигниц.
3. Административный округ Оппельн, центр — Оппельн.
4. Административный округ Райхенбах[нем.] (1815—1820), центр — Райхенбах.

Уже в 1820 году округ Райхенбах был упразднён и разделён между соседними округами Бреслау и Оппельн.

### Верхнесилезский плебисцит
После Первой мировой войны была провозглашена Вторая Польская Республика, которая сразу же выдвинула территориальные претензии по отношению к части восточных провинций Пруссии. Чтобы привлечь славянское большинство на востоке Силезии на свою сторону, в 1919 году из территории провинции Силезия был выведен округ Оппельн, который образовал новую самостоятельную провинцию Верхняя Силезия. Оставшаяся же часть была переименована в Нижнюю Силезию. Этим шагом была предпринята попытка дать верхнесилезским славянским народам больше автономии, чтобы сохранить эту территорию в составе Германии после референдума, назначенного Версальским договором.
В 1920 году Германия, также согласно Версальскому договору, была вынуждена уступить регион Хулчин Чехословакии. После польских восстаний и верхнесилезского референдума в 1922 году Германии всё же пришлось передать Польше восточную часть провинции Верхняя Силезия.

### В Третьем рейхе
В Третьем рейхе де-факто с 1933 года после провозглашения политики «гляйхшальтунга» обе провинции Нижняя и Верхняя Силезия управлялись в одном лице — гауляйтера гау Силезия. В 1938 году обе провинции были объединены уже официально в единую провинцию Силезия, однако вскоре после оккупации Чешской Силезии и польской кампании вермахта в 1939 году территория прусской Силезии была значительно расширена за счёт аннексированных регионов. В октябре 1939 года на новых территориях в составе провинции Силезия был создан административный округ Каттовиц с центром в Каттовице. В ноябре 1939 года территории округов Оппельн и Каттовиц были ещё несколько расширены за счёт передачи приграничных земель из Генерал-губернаторства в состав Прусской Силезии. В связи со значительным расширением общей площади провинции Силезия в январе 1941 года она снова была разделена на две — Нижнюю Силезию с округами Бреслау и Лигниц и Верхнюю с округами Оппельн и Каттовиц.
Две раздельные провинции просуществовали вплоть до 1945 года. После войны регион почти полностью оказался под польским управлением. Сегодня основная часть бывшей провинции Силезия расположена на территории современных нижнесилезского и опольского воеводств Польши и лишь весьма небольшая часть входит в состав Германии как часть федеральной земли Саксония (районы Баутцен и Гёрлиц). Чешская Силезия снова является частью Чехии.

## География и экономика
Северная часть провинции представляла собой низменную, а южная — гористую местность. Территория Силезии почти полностью принадлежала бассейну реки Одер, лишь на юго-востоке её касалась Висла, а на западе через её территорию протекали реки, входящие в систему Эльбы: Изер, Шпрее и Чёрный Эльстер. По территории провинции протекали многочисленные притоки Одера: Ольза, Клодниц, Малапана, Вейда, Барч, Оппа, Цинна, Хоценплоц, Глацская Нейса, Олау, Вейстриц и Кацбах. Бобер и Лужицкая Нейса впадали в Одер за пределами провинции.
В значительной части Силезии (около половины всей поверхности провинции) имелись плодородные почвы. После провинции Саксония Силезия давала наибольшее количество пшеницы и ячменя в Пруссии. Кроме того, большие урожаи давали посевы ржи, картофеля и бобовых. Кроме того возделывались свекловица, табак, цикорий и хмель. В целом, плодоводство и виноградарство процветали в Грюнберге, Бейтене и Мускау. Значительно было развито также и скотоводство (разведение лошадей, крупного рогатого скота, овец, коз и свиней) и пчеловодство.
На территории провинции располагался Верхнесилезский каменноугольный бассейн — самый богатый в Германии. Добывались также железные, цинковые, серебро-свинцовые и медные руды и серный колчедан. Весьма развиты были металлургия (выплавлялись чугун, цинк, серебро), обработка металлов, машиностроение и изготовление инструментов, а также обрабатывающая промышленность (обработка волокнистых веществ). Силезия славилась производством лучших пеньковых и льняных полотен во всей Пруссии. Также было развито и хлопчатобумажное производство, пряжа шерсти и производство шерстяных тканей. Большое значение имели также сахарное, мукомольное, винокуренное и пивоваренное производства, а также писчебумажное и кожевенное производства. Главный торговый центр провинции — Бреслау. Основное учебное заведение провинции — Университет Бреслау.

## Население

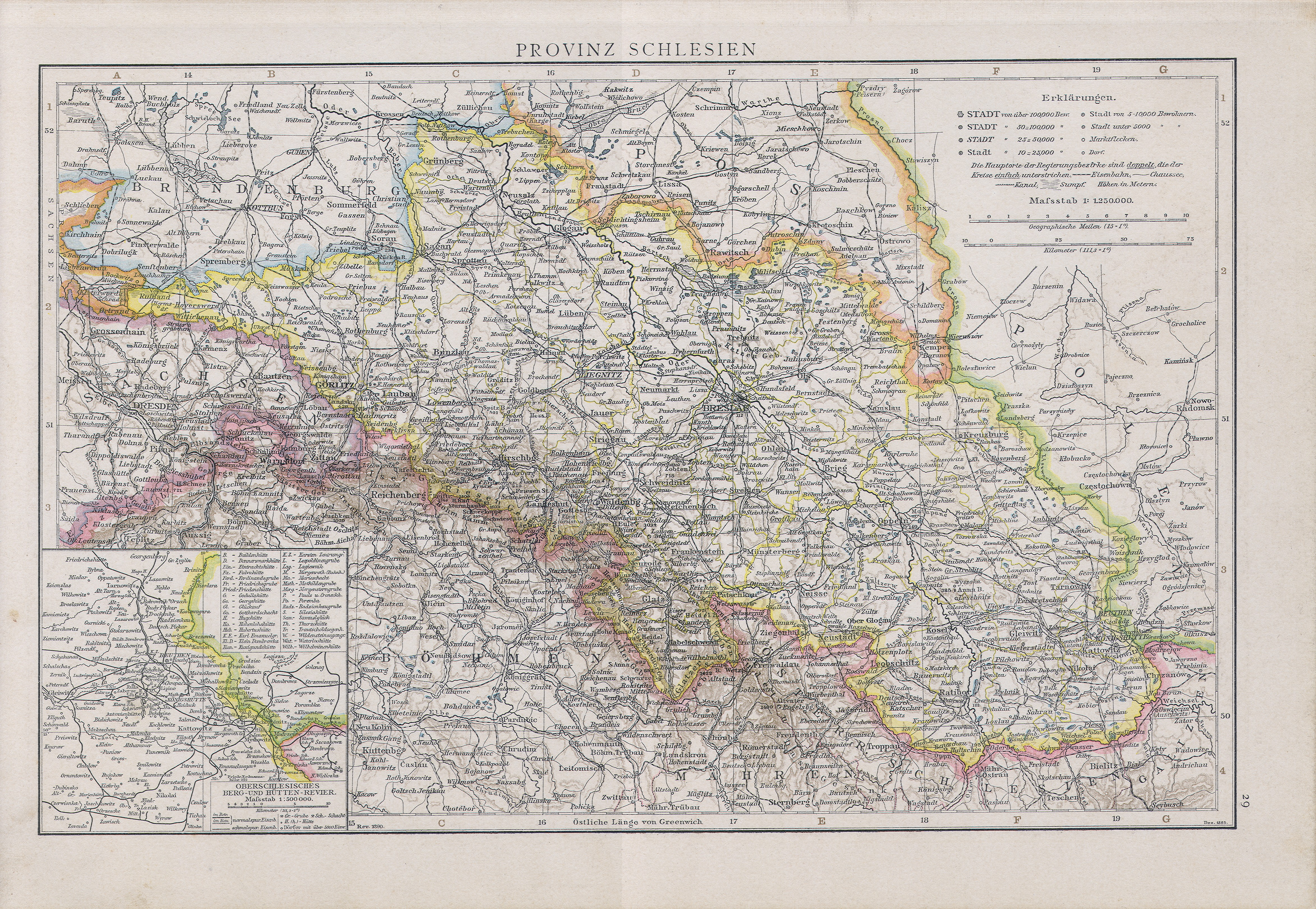
Провинция Силезия, карта 1890 года

Округа и районы провинции Силезия в 1905 году

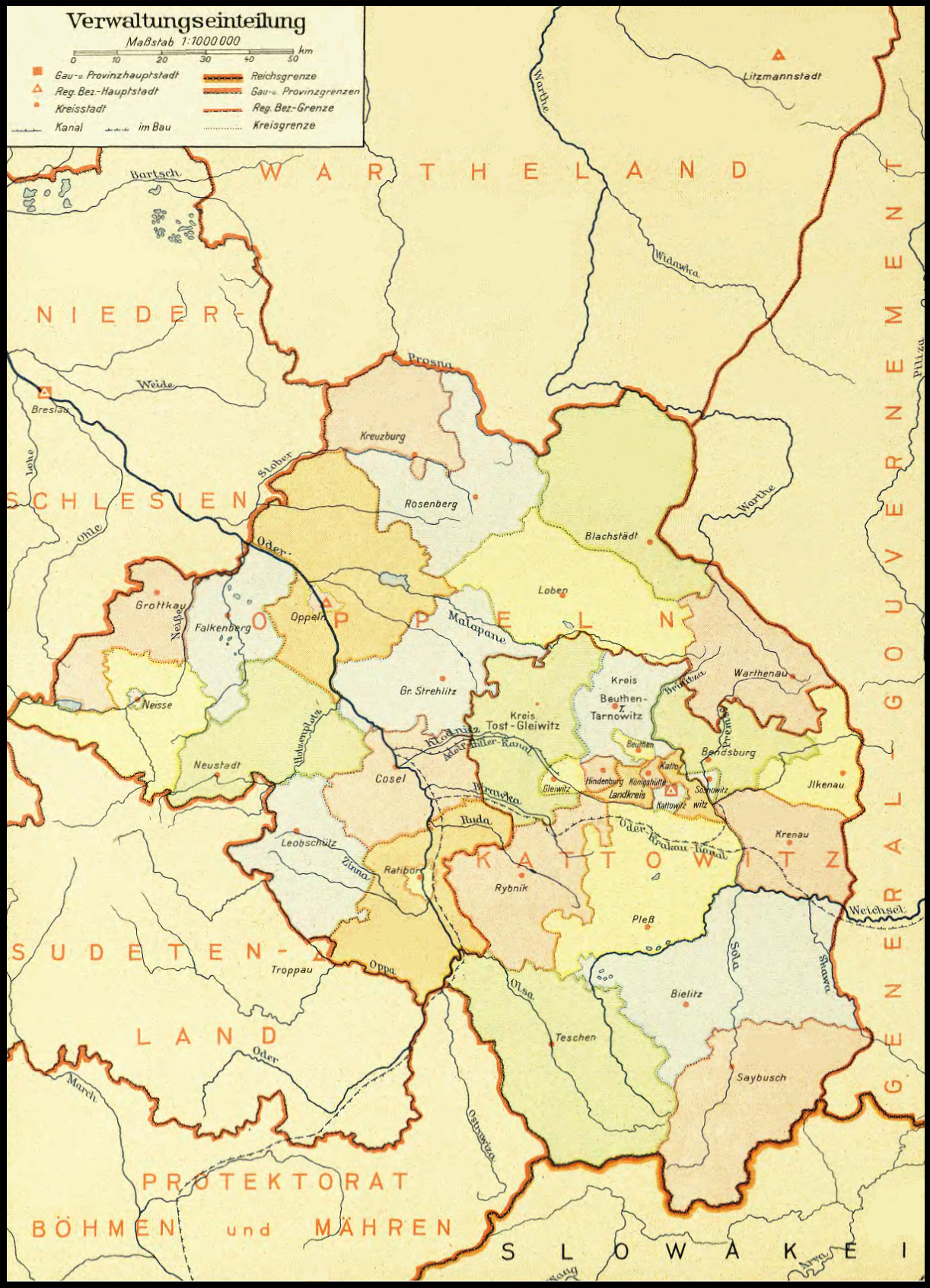
Округа Оппельн и Каттовиц (тогда уже провинция Верхняя Силезия) по состоянию на 1943 год

### Статистические данные
Начиная с присоединения Силезии к Пруссии в 1742 году, население составляло немногим более трёх миллионов человек, однако в результате Семилетней войны население уменьшилось до двух с половиной миллионов.
Национальный состав провинции был разнообразен. В 1895 году основное население — пруссы (немцы), и из 4 415 309 жителей, насчитывалось 973 586 поляков, 68 797 чехов и 26 299 вендов. В конфессиональном отношении в 1895 году среди жителей провинции насчитывалось 2 384 754 католиков, 1 974 629 протестантов, 8155 представителей других христианский исповеданий и 47 543 евреев. Земледелием, скотоводством, лесоводством и рыбной ловлей было занято 46,9 % трудоспособного населения; в горном деле и обрабатывающей промышленности — 43,2 %, торговлей и транспортным делом — 9,7 %.
Территория и население провинции Силезия в 1900 году:
| Административный округ | Площадь, км² | Население, чел. | Количество районов | Количество районов |
| Административный округ | Площадь, км² | Население, чел. | сельских           | городских          |
| ---------------------- | ------------ | --------------- | ------------------ | ------------------ |
| Округ Лигниц           | 13.610,20    | 1.102.992       | 19                 | 2                  |
| Округ Бреслау          | 13.483,63    | 1.697.719       | 23                 | 2                  |
| Округ Оппельн          | 13.225,36    | 1.868.146       | 19                 | 5                  |
| Всего по провинции     | 40.319,19    | 4.668.857       | 61                 | 9                  |

Площадь и численность населения провинции Силезия и отдельных её административных округов по состоянию на 17 мая 1939 года в границах на 1 января 1941 года и количество районов на 1 января 1941 года:
| Административный округ         | Площадь, км² | Население, чел. | Количество районов | Количество районов |
| Административный округ         | Площадь, км² | Население, чел. | сельских           | городских          |
| ------------------------------ | ------------ | --------------- | ------------------ | ------------------ |
| Округ Лигниц                   | 14.023,41    | 1.314.710       | 17                 | 4                  |
| Округ Бреслау                  | 12.957,64    | 1.971.829       | 18                 | 4                  |
| Округ Оппельн                  | 11.694,61    | 1.374.232       | 15                 | 3                  |
| без бывших польских территорий | 8.943,97     | 1.047.808       |                    |                    |
| бывшие польские территории     | 2.750,64     | 326.424         |                    |                    |
| Округ Каттовиц                 | 8.923,64     | 2.966.852       | 12                 | 6                  |
| без бывших польских территорий | 1.088,12     | 534.417         |                    |                    |
| бывшие польские территории     | 7.835,52     | 2.432.435       |                    |                    |
| Всего по провинции             | 47.599,30    | 7.627.623       | 62                 | 17                 |
| без бывших польских территорий | 37.013,14    | 4.868.764       |                    |                    |
| бывшие польские территории     | 10.586,16    | 2.758.859       |                    |                    |

### Городское и сельское население
Распределение населения Силезии по различным типам населённых пунктов в зависимости от их величины по общему количеству жителей по состоянию на 17 мая 1939 года:
| Год  | Доля населения по категориям населённых пунктов по числу жителей | Доля населения по категориям населённых пунктов по числу жителей | Доля населения по категориям населённых пунктов по числу жителей |
| Год  | менее 2.000 жителей                                              | 2.000 — 100.000 жителей                                          | более 100.000 жителей                                            |
| ---- | ---------------------------------------------------------------- | ---------------------------------------------------------------- | ---------------------------------------------------------------- |
| 1939 | 41,2 %                                                           | 38,8 %                                                           | 20,0 %                                                           |

## Обер-президенты

Герб провинции Силезия.

Должность обер-президента введена в Пруссии согласно указу, от 30 апреля 1815 года, об улучшении организации провинциального управления (нем. Verordnung wegen verbesserter Einrichtung der Provinzial-Behörden).
| Годы      | Обер-президент                                    | Партия |
| --------- | ------------------------------------------------- | ------ |
| 1816—1820 | Фридрих Теодор фон Меркель                        |        |
| 1824—1825 | Мориц Гаубольд фон Шёнеберг                       |        |
| 1825—1825 | Ханс Граф фон Бюлов                               |        |
| 1825—1845 | Фридрих Теодор фон Меркель                        |        |
| 1845—1848 | Вильгельм фон Ведель                              |        |
| 1848—1848 | Ханс Давид Людвиг Граф Йорк фон Вартенбург        |        |
| 1848—1848 | Юлиус Пиндер                                      |        |
| 1848—1868 | Йохан Эдуард фон Шляйниц                          |        |
| 1869—1872 | Эберхард цу Штольберг-Вернигероде                 |        |
| 1873—1874 | Фердинанд фон Норденфлюхт                         |        |
| 1874—1877 | Адольф фон Арним-Бойценбург                       |        |
| 1877—1879 | Роберт Виктор фон Путткаммер                      |        |
| 1879—1894 | Отто Теодор фон Зейдевиц                          |        |
| 1894—1903 | Герман фон Хацфельд                               |        |
| 1903—1909 | Роберт фон Цедлитц-Трюцшлер                       |        |
| 1910—1910 | Йохан фон Далвиц                                  |        |
| 1910—1919 | Ханс Лаухлан фон Гюнтер                           |        |
| 1919—1919 | Феликс Филипп                                     |        |
| 1919—1938 | раздельное существование Верхней и Нижней Силезии |        |
| 1938—1941 | Йозеф Вагнер                                      | НСДАП  |

Феликс Филипп после разделения провинции на Верхнюю и Нижнюю Силезию продолжил управление Нижней Силезией до 1920 года.
Гауляйтер партийного гау Силезия Йозеф Вагнер в 1935—1938 годы одновременно был также и обер-президентом как в Верхней, так и в Нижней Силезии, а после их официального объединения возглавил и объединённую провинцию.